# Hoplicnema thomasi
Hoplicnema thomasi is een keversoort uit de familie molmkogeltjes (Corylophidae). De wetenschappelijke naam van de soort werd in 1987 gepubliceerd door Pakaluk.